# Руй-Барбоза (Баия)
Руй-Барбоза (порт. Ruy Barbosa)  —  муниципалитет в Бразилии, входит в штат Баия. Составная часть мезорегиона Северо-центральная часть штата Баия. Входит в экономико-статистический микрорегион Итабераба. Население составляет 28 278 человек на 2006 год. Занимает площадь 2128,936 км². Плотность населения — 13,3 чел./км².

## Статистика
- Валовой внутренний продукт на 2003 год составляет 73 504 286,00 реалов (данные: Бразильский институт географии и статистики).
- Валовой внутренний продукт на душу населения на 2003 год составляет 2568,19 реалов (данные: Бразильский институт географии и статистики).
- Индекс развития человеческого потенциала на 2000 год составляет 0,644 (данные: Программа развития ООН).